# Mirkka Rekola
Mirkka Elina Rekola (ur. 26 czerwca 1931, zm. 5 lutego 2014) – poetka fińska.

## Życiorys
Mirkka Elina Rekola urodziła się 26 czerwca 1931. Była córką dziennikarza Eero Rekoli i nauczycielki Helmi Ollili. Poezję zaczęła tworzyć jako nastolatka w latach czterdziestych XX wieku. W roku 1954 zdała maturę i opublikowała swój debiutancki tomik Vedessä palaa (Ogień na wodzie). Zapisała się na uniwersytet w Helskinkach, żeby studiować filozofię. Wkrótce jednak zniechęciła się do sformalizowanej nauki. Porzuciła studia i w 1958 roku została niezależna pisarką. W 1961 roku wydała tomik Syksy muuttaa linnut (Jesień zmusza ptaki do wędrówki). Spotkał się on jednak z ostrą krytyką. Z kolei zbiorek Ilo ja epäsymmetriä (Radość i asymetria) zyskał dobre recenzje. W 1969 roku wydała pierwszy tomik aforyzmów zatytułowany Muistikirja (Notatnik). Poetka zmarła w Helsinkach 5 lutego 2014 roku w wieku 83 lat. Jej poezja została zauważona jako przejaw oryginalnego talentu.

## Twórczość
Mirkka Rekola pisała dużo. Tworzyła wiersze liryczne i aforyzmy. Wydała siedemnaście tomów poetyckich, cztery zbiory aforyzmów i trzy inne książki. Publikowała regularnie, przedstawiając nowy tomik co kilka lat. Początkowo rzadko pojawiała się publicznie, co było spowodowane silnymi alergiami, na które cierpiała od dzieciństwa. Dała się jednak poznać jako bardzo dobra recytatorka zarówno twórczości własnej, jak i poezji klasyków. Wiele wierszy znała na pamięć. Mirkka Rekola była wielokrotnie nagradzana. Pięć razy otrzymała nagrodę państwową w dziedzinie literatury. Dostała też nagrodę imienia Eina Leiny (1979) i nagrodę Pro Finlandia (1982). W roku 2000 została wyróżniona doktoratem honoris causa uniwersytetu w Helsinkach. 
Poezja Mirkki Rekoli uchodziła za trudna w odbiorze. Z zarzutem hermetyczności spotkał się już jej debiut. Liryka poetki stawała się coraz bardziej skomplikowana w latach siedemdziesiątych i osiemdziesiątych, żeby stać się prostą i przystępną dopiero w latach dziewięćdziesiątych. Powracającym motywem poezji Mirkki Rekoli były rzeczy połączone na trwałe w pary, jak bliźnięta lub noc i dzień. Początkowo poetka tworzyła klasyczne formy wersyfikacyjne, później jednak sięgnęła po wiersz wolny. Pisała też prozę poetycką. Mirkka Rekola protestowała przeciwko czarno-białej wizji świata, zauważając różne odcienie rzeczywistości. Wiersze Mirkki Rekoli uważa się za trudne w tłumaczeniu. Zostały one jednak przełożone na wiele języków, w tym na angielski, francuski, niemiecki, szwedzki, węgierski i macedoński.